# Daniel zwyczajny
Daniel zwyczajny (Dama dama) – gatunek ssaka z rodziny jeleniowatych. Pochodzi z Azji Mniejszej. Sprowadzony przez Fenicjan, a później Rzymian na obszary śródziemnomorskie, rozpowszechniony w wielu krajach, również w Polsce.

## Nazewnictwo
W polskiej literaturze zoologicznej gatunek Dama dama był oznaczany nazwą „daniel”. W wydanej w 2015 roku przez Muzeum i Instytut Zoologii Polskiej Akademii Nauk publikacji „Polskie nazewnictwo ssaków świata” gatunkowi nadano nazwę „daniel zwyczajny”, rezerwując nazwę „daniel” dla rodzaju tych ssaków.

## Morfologia

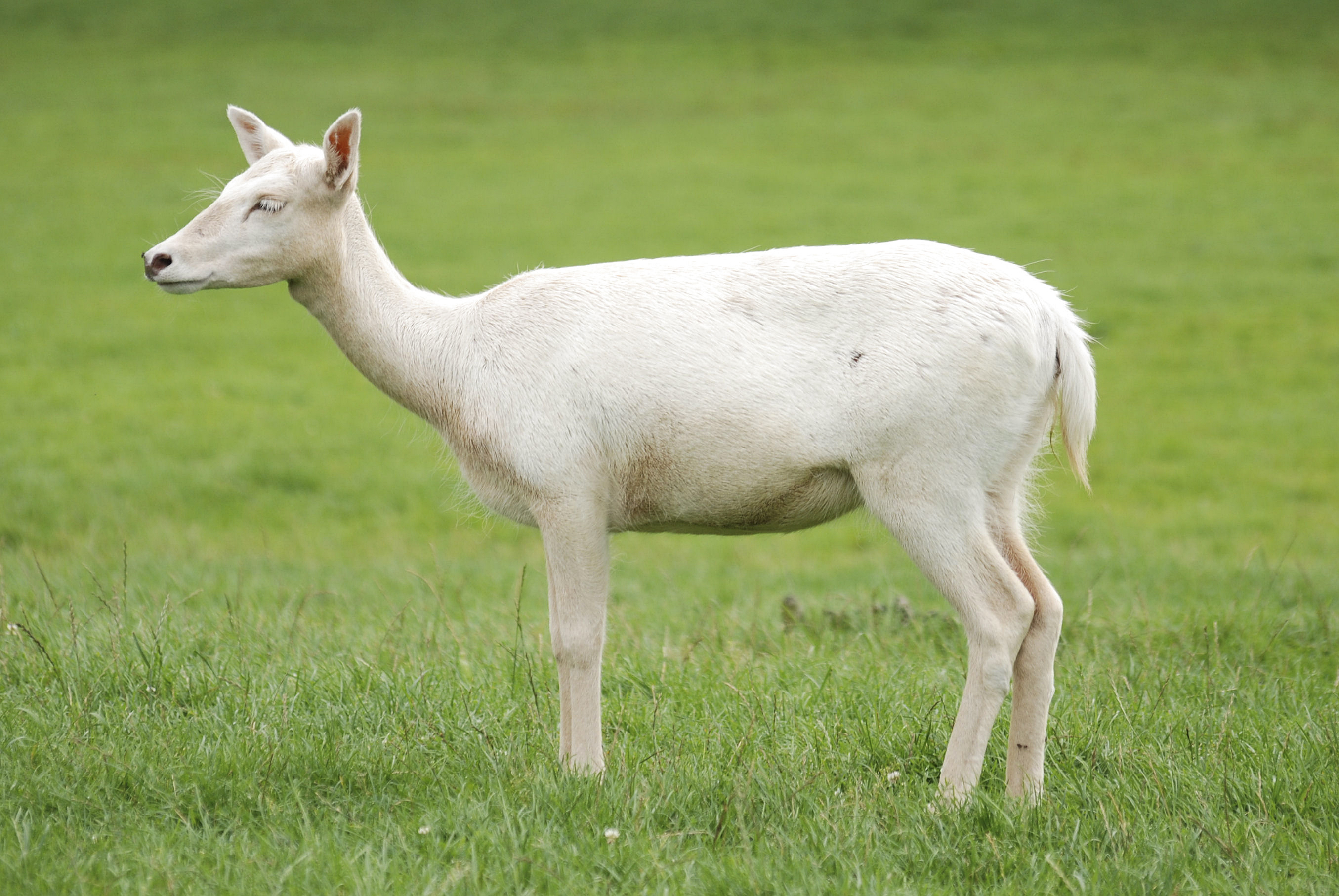
Daniel – forma leucystyczna

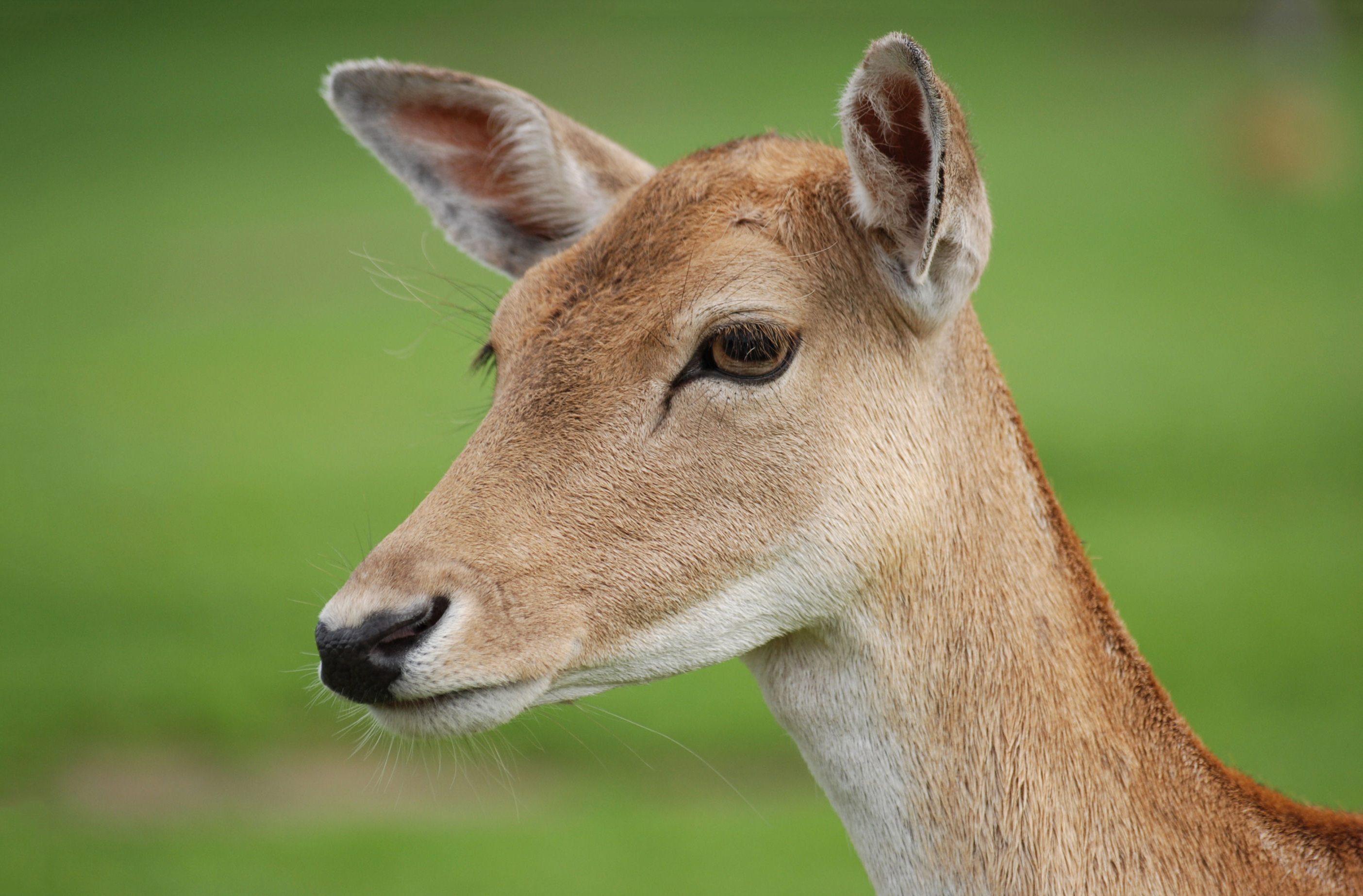
Głowa samicy

Daniel jest mniejszy od jelenia szlachetnego. Długość ciała wynosi 130–150 cm, wysokość w kłębie ok. 105 cm. Samce (byki) są wyraźnie większe od samic (łań) i przeciętnie ważą od 65 do 80 kg (nawet do 120 kg), samice 30–50 kg (do 90 kg). Najczęściej występującym wariantem szaty jest rudobrązowe ubarwienie grzbietu z charakterystycznymi białymi plamami. Wzdłuż kręgosłupa biegnie ciemna smuga. Spód ciała jest biały, na zadzie występuje biała plama z ciemnym obrzeżeniem, tzw. lustro. Ogon jest od góry czarny, od spodu biały. Zimą ubarwienie grzbietu ciała zmienia się na szare, bez plam (tzw. szata zimowa). Inne warianty szaty, to formy melanistyczna (ciemnoszara) i leucystyczna (prawie biała), która dość często jest mylona z albinizmem. Jak u innych przedstawicieli jeleniowatych, samiec posiada poroże, które co roku zrzuca (zwykle w maju), a na jego miejsce wyrasta nowe, w młodym wieku większe, u starszych osobników często słabsze. Są one bardziej szerokie, łopatowate, a jednocześnie mniejsze niż u jelenia szlachetnego. Samica nie posiada poroża. Największe poroża 6–10-letnich danieli osiągają 5–7 kg. Daniele mają dobry węch, słuch i bardzo dobry wzrok (tylko w dzień).

## Występowanie
Naturalnym obszarem jego występowania jest obszar śródziemnomorski (południe Europy, Azja Mniejsza i północna Afryka). W Polsce nie jest gatunkiem rodzimym. Został introdukowany po raz pierwszy w XIII wieku na Nizinie Śląskiej. Od XVII wieku był wielokrotnie wprowadzany w wielu regionach kraju. Obecnie występuje głównie w zachodnich regionach Polski (w Lubuskiem, Dolnośląskiem, Śląskiem, środkowej i zachodniej Wielkopolsce); poza tym w Polsce północnej: w Krajnie, na Kujawach, w ziemi chełmińskiej, a także w Kotlinie Sandomierskiej).
Na świecie został z powodzeniem wprowadzony do blisko 40 krajów w różnych regionach, w tym w obydwu Amerykach, Australii i Oceanii.

## Biotop
Zajmuje różne siedliska od suchych i gorących po zimne i wilgotne. Wykazuje duże zdolności adaptacyjne. Preferuje rzadkie lasy i ich obrzeża, czasami wychodzi na żerowanie na podleśne pola uprawne i łąki. W górach występuje na wysokościach do ok. 1000 m n.p.m. Żeruje głównie w nocy.

## Tryb życia
Żyje w stadach, starsze samce żyją samotnie lub w niewielkich grupach. Pod koniec lata łączą się z grupami samic. Żywi się roślinami zielnymi, młodymi gałązkami drzew i krzewów, a także mchami i porostami. Jest przy tym mniej wybredny niż jeleń. Komunikują się językiem ciała, dźwiękami i zapachami.

## Rozród
Gody (bekowisko) odbywają się w miesiącach październik – listopad. Samica rodzi w czerwcu lub lipcu jedno młode (cielę), czasami dwa, rzadko trzy, po ciąży trwającej około 230 dni. Młode po urodzeniu przebywają wraz z matką i ssą mleko matki aż do jej następnej rui. Dojrzałość płciową osiągają po 2 latach, żyją do 25 lat.

## Zagrożenia i ochrona
Daniele stanowią pokarm większych drapieżników. Przez człowieka są zabijane dla mięsa, skór i poroża. W Polsce daniel jest zwierzęciem łownym z okresem ochronnym. Na byki i cielęta polowania wolno prowadzić od 1 września do końca lutego, natomiast na łanie od 1 września do 15 stycznia (3.08.2017 r. nastąpiła zmiana rozporządzenia Ministra Środowiska w sprawie określenia okresów polowań na zwierzęta łowne z 16.03.2005 r.). Populacja irańska, traktowana przez różnych autorów jako podgatunek daniela lub odrębny gatunek Dama mesopotamica – daniel mezopotamski, jest zagrożona wyginięciem.

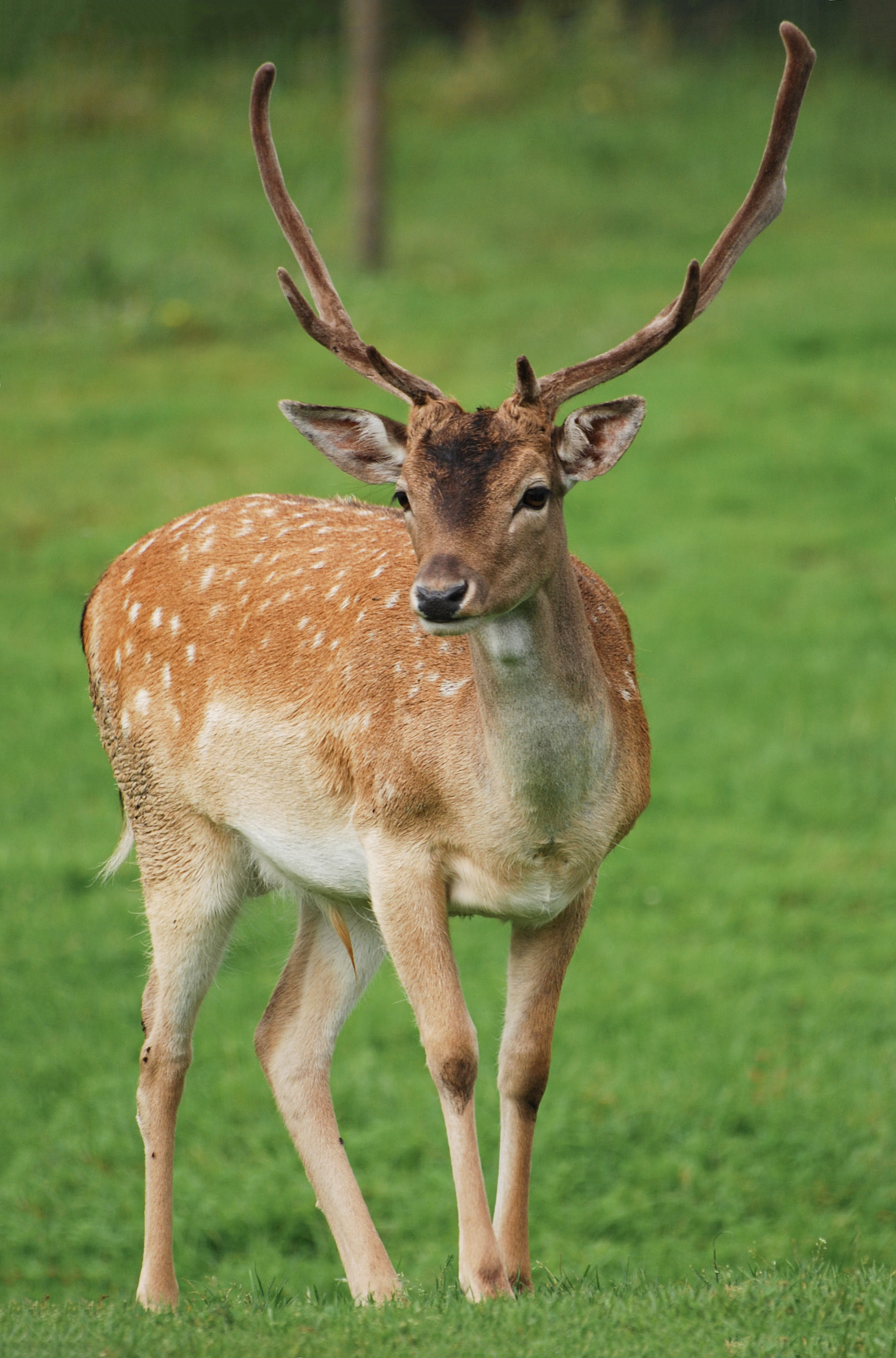
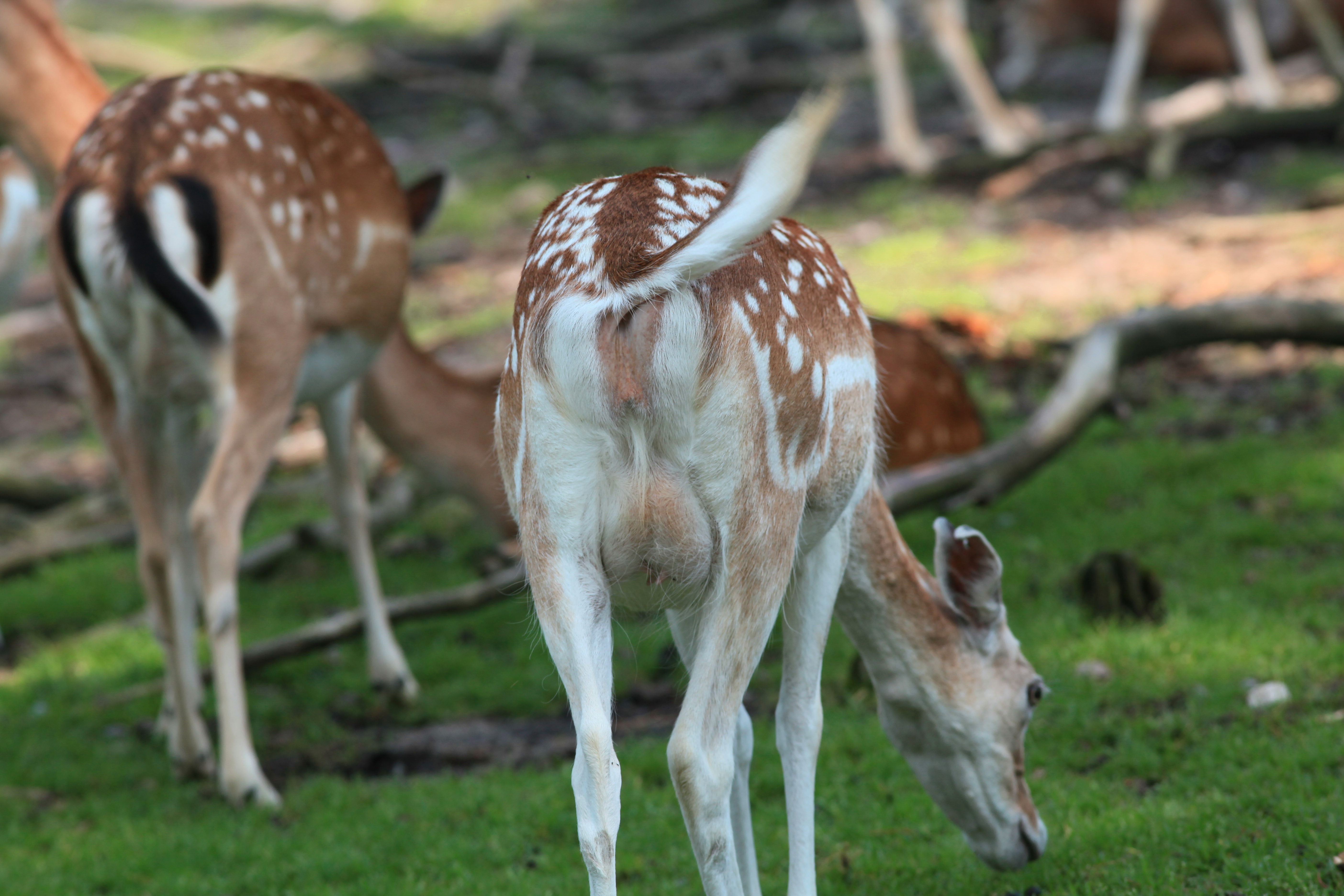
Samica
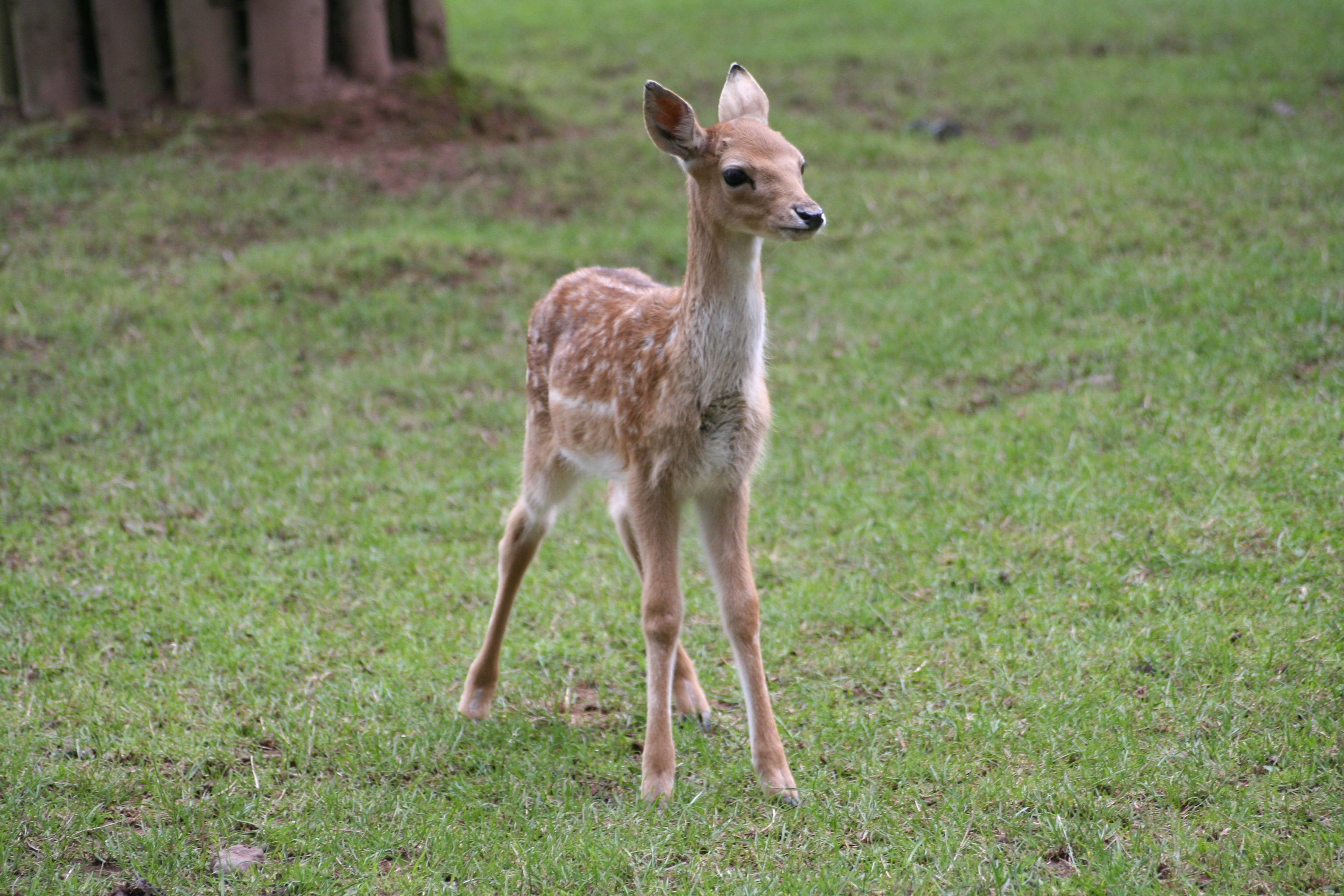
Młody daniel
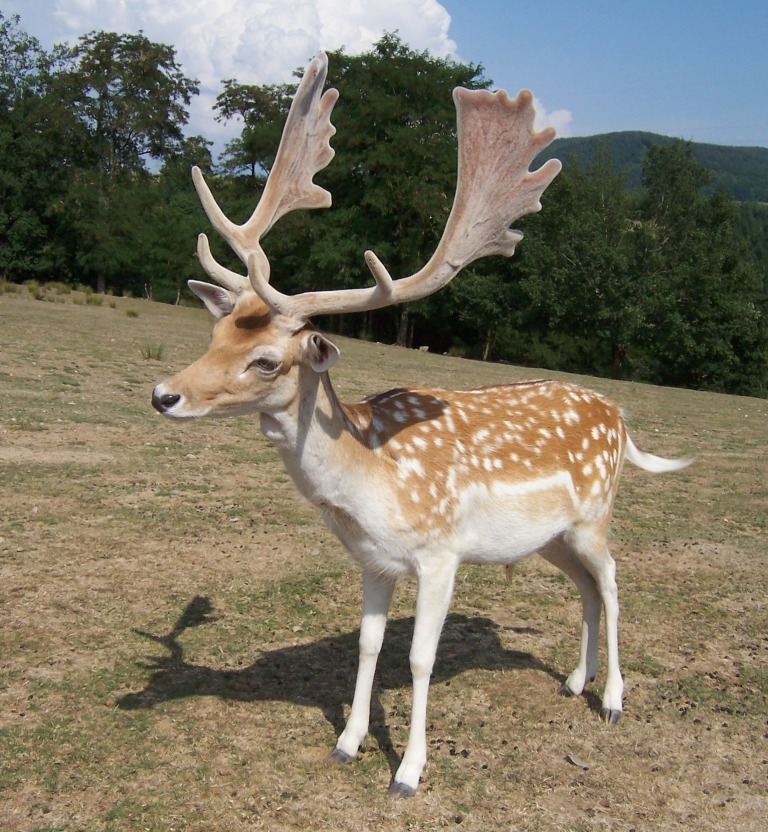
Samiec